# Queijo Picante da Beira Baixa

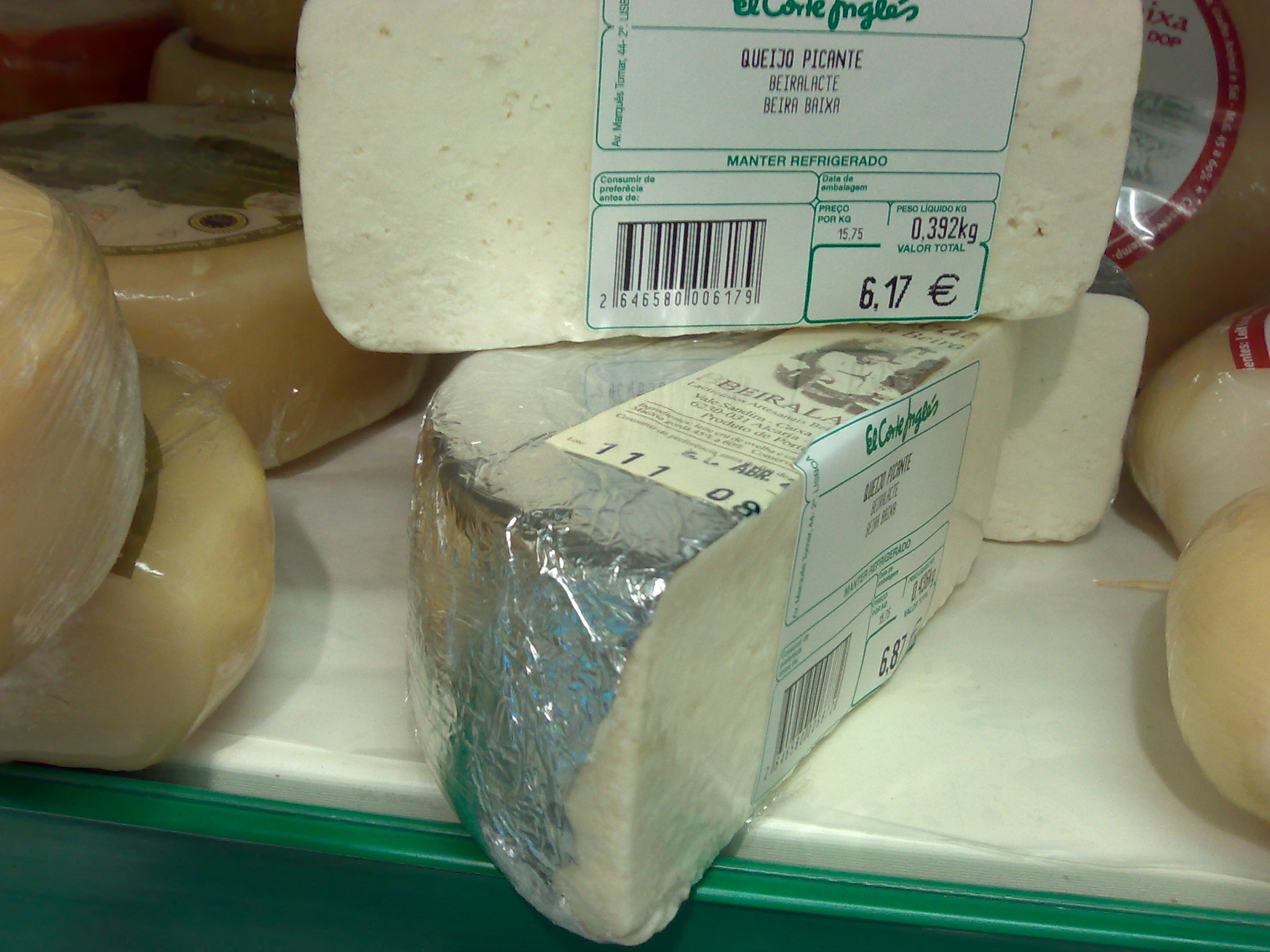
Queijo picante da Beira Baixa.

El Queijo Picante da Beira Baixa es un queso portugués con denominación de origen protegida a nivel europeo como uno de los quesos de la Beira Baixa.
Se elabora con leche cruda de oveja o de cabra, sola o en mezcla. Se coagula con cuajo animal y tiene un largo periodo de añejamiento, entre 6 y 9 meses. Se trata de un queso curado, de pasta dura o semidura. El color es blanco, sin agujeros o con pequeños agujeros irregulares. El sabor es fuerte. Se corta en láminas finas.